# Andrew Thomas Mlugu
Andrew Thomas Mlugu (12 de novembro de 1995) é um judoca tanzaniano. Competiu nos Jogos Olímpicos de Verão de 2024 em Paris. Foi eliminado nas oitavas de final pelo francês Joan-Benjamin Gaba.
Conquistou uma medalha de prata no Open de África em Dakar, em 2023. Recebeu um wild card para os Jogos Olímpicos de Verão de 2016, no Rio de Janeiro na categoria de -73 kg. Em 2016, foi o porta-bandeira da Tanzânia no Desfile das Nações.